# Kid Lavigne

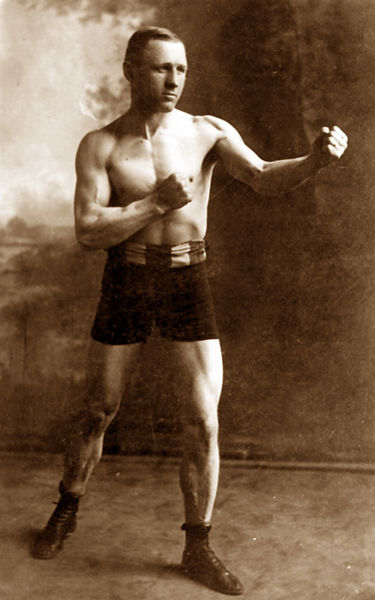
Kid Lavigne

Kid Lavigne (* 6. Dezember 1869 in Bay City, Michigan, Vereinigte Staaten als George Henry Lavigne; † 9. März 1928) war ein US-amerikanischer Boxer. Vom 1. Juni 1896 bis zum 3. Juli 1899 war er universeller Weltmeister im Leichtgewicht.
Am 14. Dezember 1894 kämpfte Lavigne im „Auditorium Athletic Club“ in New Orleans unter dem Ringnamen „The Saginaw Kid“ gegen Andy Bowen, welcher im Vorjahr durch den längsten Boxkampf der Geschichte bekannt geworden war. Der Sportclub lockte Publikum mit der Gelegenheit an, gleich drei Wettkämpfe an einem Abend zu verfolgen. Bowens und Lavignes Auftritt erfolgte im zweiten Boxkampf.
Der Kampf gestaltete sich einseitig zu Gunsten von Lavigne. In der 18. Runde schwankte Bowen wie ein Betrunkener umher und klammerte fortwährend, um weitere Treffer Lavignes zu vermeiden. Eine Rechte von Lavigne erwischte ihn dennoch am Kiefer, Bowen fiel nach hinten und sein Kopf schlug mit dumpfem Dröhnen auf dem hölzernen Fußboden auf. Der Ring war wie damals üblich nicht gepolstert, sondern lediglich über den Holzplanken mit Segeltuch bespannt.
Ein Krankentransport wurde für den bewusstlosen Bowen gerufen, aber es wurde befürchtet, dass die Einlieferung in ein Krankenhaus negative Werbung für den Sport auslösen könnte. Der Bewusstlose wurde daraufhin lediglich nach Hause transportiert, wo sich dessen besorgte Frau Mathilde um ihn bemühte. Andy Bowen starb, ohne sein Bewusstsein wiedererlangt zu haben, am 15. Dezember 1894 um 7:15 Uhr im Beisein eines Geistlichen.
Der Vorfall führte zu einem großen Aufschrei in der Öffentlichkeit. Wegen Totschlagverdachts wurde Lavigne von der Polizei verhört, doch entschied der Coroner, dass nicht der Schlag Lavignes, sondern der Sturz Bowens Todesursache gewesen sei. Bowens Tod führte dazu, dass weitere Boxveranstaltungen in New Orleans ausgesetzt wurden. Das Ereignis bedeutete den Niedergang von Boxwettkämpfen in der Stadt, den auch eine nochmalige Blütezeit von Meisterschaftskämpfen zwischen 1910 und 1915 nicht mehr aufzuhalten vermochte. Lavigne konnte jedoch seine Karriere fortsetzen und wurde 1896 zweiter Boxchampion im Leichtgewicht in Kämpfen gemäß den Queensberry-Regeln. Lavigne wird in der „International Boxing Hall of Fame“ geführt.